# Ceratostylis kaniensis
Ceratostylis kaniensis är en orkidéart som beskrevs av Rudolf Schlechter. Ceratostylis kaniensis ingår i släktet Ceratostylis och familjen orkidéer. Inga underarter finns listade i Catalogue of Life.